# Sedum ince
Sedum ince är en fetbladsväxtart som beskrevs av H. 't Hart och K. Alpanar. Sedum ince ingår i Fetknoppssläktet som ingår i familjen fetbladsväxter. Inga underarter finns listade i Catalogue of Life.